# 常勝軍
常勝軍（じょうしょうぐん、拼音: cháng shèng jūn、英: Ever Victorious Army）は、太平天国の乱に際してアメリカ人のフレデリック・タウンゼント・ウォードによって組織された西洋式の中国人傭兵部隊による軍隊である。

## 略歴
1860年にアメリカ人のフレデリック・タウンゼント・ウォードが上海の豪商の資金援助により、「洋槍隊」という名で組織した欧米人の将校と中国人の兵士から成る傭兵部隊、西洋式軍隊が
発足した。1860年6月、第一次上海防衛戦。その後、一度解散された。
1861年に再結成。このとき中国人を4〜5千人徴兵した。
1862年2月からの第二次上海防衛戦では英仏軍と協同して戦った。3月、その功績により、清朝から常勝軍の名を与えられた。5月から2ヶ月間、江戸幕府使節随行員として上海に滞在していた高杉晋作らが常勝軍の活躍に注目し、後に奇兵隊結成を構想した。9月20日、ウォードが戦死した(慈渓の戦い)。後任は、ヘンリー・バージェヴィン。11月、第三次上海防衛戦。
1863年7月、バージェヴィン、強奪事件を巡って李鴻章に解任され憤激、太平天国に投降、その後はイギリス人のチャールズ・ジョージ・ゴードンが指揮官となった。その後に淮軍と協同して崑山・蘇州などを回復した。
1864年常州を回復後は解散し、軍の一部は淮軍に編入された。